# Zuckerpuppe (Christbaumschmuck)

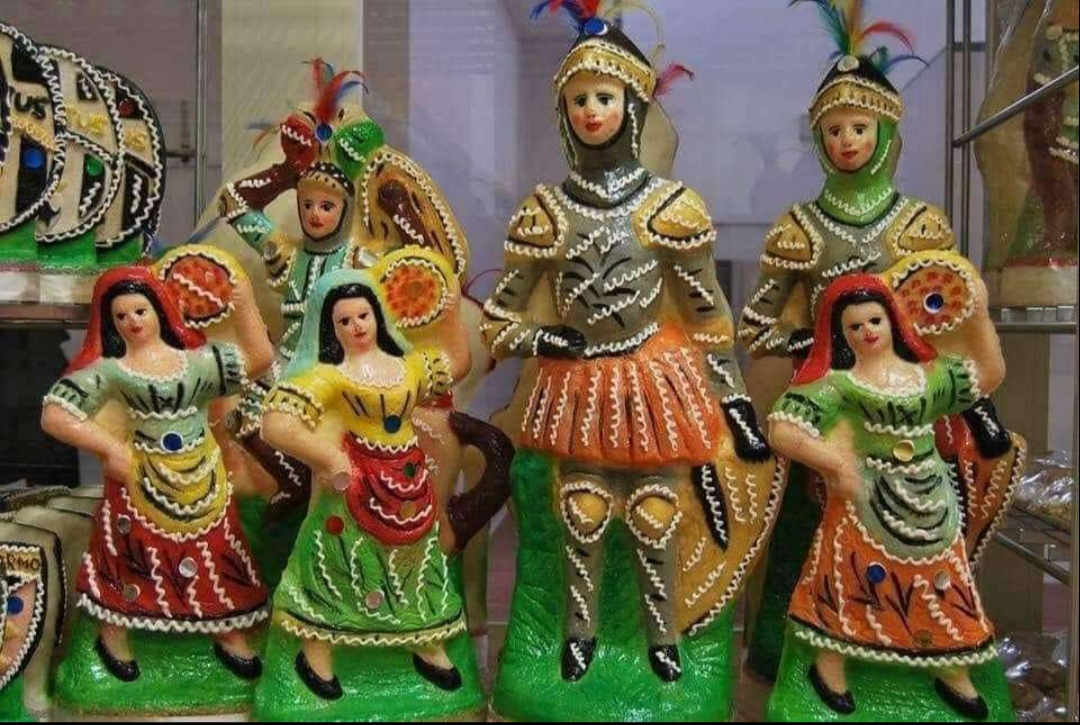
Sizilianische Zuckerpuppen (pupi di zucchero)

Eine Zuckerpuppe ist eine Zuckerware, die als bunt bemalte kleine Figur hergestellt wird. Während in Sizilien sogenannte pupi di zucchero traditionell anlässlich des Totenfestes hergestellt werden oder Zuckerfiguren in Ägypten zum Maulid an-Nabī und in Tunesien poupées de sucre zum Neujahrsfest verkauft werden, waren Zuckerpuppen mindestens vom 18. bis zum 19. Jahrhundert in Deutschland ein Christbaumschmuck und Kinderspielzeug, sind aber seit dem 19. Jahrhundert aufgrund gesundheitlicher Bedenken aus dem Handel verschwunden.

## Beschreibung

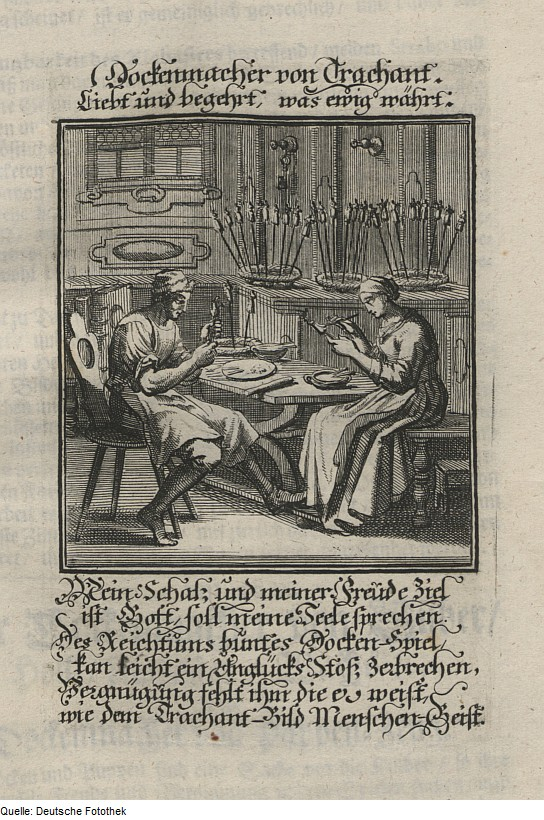
„Dockenmacher von Trachant“ = Hersteller von Puppen aus Traganth (Kupferstich von Christoph Weigel dem Älteren, 1698)

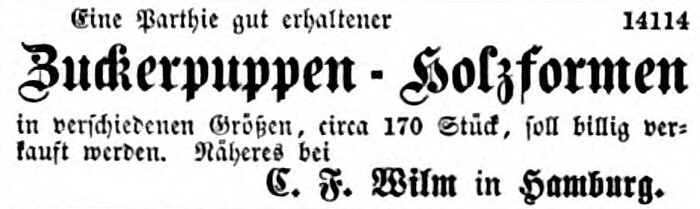
Zeitungsannonce für „Zuckerpuppen-Holzformen“ (1870)

Die kunstvollsten aller essbaren Puppen (Lebkuchenmann, Zwetschgenmännla) waren diejenigen, die von mittelalterlichen deutschen Konditoren aus Zucker, Mehl, Tragantgummi und aromatischem Gummi hergestellt wurden. Die Herstellung dieser Figuren, deren Qualität fast an Porzellan-Imitation heranreichte, wurde zu einer großen Herausforderung für die Kunstfertigkeit der Konditoren und zu einem wichtigen Werbemittel in ihren Schaufenstern. Ein Kupferstich aus dem Jahr 1698 zeigt die Gummi-Traganth-Puppenmacher bei der Arbeit.
Zuckerpuppen wurden meist in Formen gebildet, manchmal wurden sie auch geschnitzt; sie waren entweder flache Gebilde aus Zuckerteig und mit Zuckerguss überzogen oder aus einer Masse von Mehl und Gummitragant geformt und mit Guss aus Kandiszucker überzogen und dann bemalt. Die Modeln für Zuckerpuppen waren aus Holz oder Blech. Zur Stabilisierung der Zuckerbilder wurden dünne Hölzchen in den warmen weichen Zuckerteig eingedrückt, sodass sie nach dem Erkalten bemalt oder vergoldet/versilbert werden konnten. Die eingelegten Reiser „verknüpften die schwebenden Theile der Puppe, z. B. die Arme und Füße einer Menschenfigur, mit dem Körper“.
Man goss vollplastische, auf einem Postament stehende Figuren oder auch billigere Flachrelief-Figuren. Ein Lexikon von 1768 beschrieb sie so: „Postamente oder Füße der Figuren werden mit grünem, der Kopf und die Haare der Puppen mit gelbem, und die Blumen der Zweige mit rothem scharfen Glasglanz bestreuet“ und dass sie auch mit Blattgold oder -silber belegt wurden. Die beliebte rote Farbe für Zuckerpuppen wurde aus dem Färberkraut (Anchusa tinctoria) gewonnen, mit dem auch Wein und Holz gefärbt wurde. Einige für Zuckerpuppen verwendete Farbstoffe wurden auf der Basis von Kupfer und Zinn hergestellt und erwiesen sich als giftig.
Johann Christoph Adelung definierte Ende des 18. Jahrhunderts in seinem Grammatisch-kritischen Wörterbuch der Hochdeutschen Mundart Zuckerpuppen als „in Formen gebildete Puppen, oder Bilder von gereinigtem Zucker“.
Zeitungen berichteten 1815 davon, dass bisherige Zuckerpuppen von 8 Zoll (ca. 20 cm), die zur Stabilität über ein Gerüst von Holzstäben gegossen werden mussten, zum ersten Mal übertroffen wurden, denn in „seiner Art noch nicht Hervorgebrachtes“ wurde zu Weihnachten in Berlin präsentiert: eine mehr als zwei Zentner schwere, fleischfarben kolorierte lebensgroße Figur aus feinster Zuckermasse. Die Figur mit Flügel war dem antiken Apollino nachempfunden und stand neben einem Bivouak zur Speisung der preußischen und russischen Garden unter den Linden.

## Geschichte
Der deutsche Mediziner Johann Friedrich Zückert (1737–1778) meldete seinerzeit Bedenken an zu den „Zuckerpuppen, welche mehr zum Spielwerk, als zum Essen dienen, werden zwar von feinstem Zucker gemacht, welcher in Wasser aufgelöset, und dann wieder dicklich gekocht, und darauf in Formen gegossen wird.“ Zückert riet, die Kinder nicht daran lecken oder etwas davon essen zu lassen, weil die Zuckerpuppen „mit unnützen schädlichen Farben beschmieret, und zuweilen mit rothem scharfen Glaßglanz bestreuet sind.“ Er erwähnte, dass es Vorfälle gegeben hatte, wenn der Glasglanz von den Kindern abgelutscht worden, ihnen ordentlich wie scharfes Glas die Zunge zerschnitten hatte, darin stecken geblieben und Geschwulst und Inflammation auch im Magen hervorgerufen hatte. Auch der deutsche Arzt Johann Gottlob Krüger warnte 1752 in seinem Buch Gedanken von der Erziehung der Kinder vor den mit giftigen Farben bemalten Zuckerpuppen, „da er selbst die Vögel, die auf einem gefärbten Brette gefüttert worden waren, hat sterben gesehen“.
In einem Konditorbuch von 1774 hieß es dann, sie wären „anjetzt ziemlich aus der Mode gekommen“, während zwei Jahrzehnte später ein in Berlin verlegtes Kochbuch noch genaue Anweisung für ihre Herstellung gab: Weißer Zucker wurde geschmolzen, dick eingekocht und noch heiß vom Fuß her in eine Form gefüllt. Das Drehen und Wenden der Form sorgte dafür, dass sich das Innere gleichmäßig beschichtete und die Figur später nicht löcherig war.
Gleichwohl blieben Zuckerpuppen weiterhin beliebtes Kinderspielzeug, das besonders zu Weihnachten verschenkt wurde. Ernst Ludwig Rochholz gab 1860 die scherzhafte Rede von Kindern, die „von den Bäumen geschüttelt werden“, als Erklärung dafür an, dass „unser Weihnachtsbäumchen heute voll Zuckerwiegen und Zuckerpuppen“ hängt. In Strelitz wurde Mitte der 1880er Jahre der so beliebte Baumbehang in großen Mengen hergestellt und zum Teil weit über die Grenzen verschickt. Die Fabrikanten des Christbaumschmuckes waren die Bäcker, die mit Blechformen, die von den Klempnern angefertigt und geliefert wurden, allerlei Figuren aus einfachem Zuckerteig ausstachen. Es gab Kühe, Hunde, Schweine, Hirsche und Hasen, auch Adam und Eva, Schornsteinfeger, Reiter und den Alten Fritz, und um 1870 kam der „Turkus“ dazu. Diese Figuren wurden teils mit roter Zuckerglasur überzogen oder mit Zuckerfarben angemalt, meist von Frauen und Kindern. Der Preis richtete sich nach der Größe, es gingen ganze Wagenladungen nach außerhalb. Auf den Weihnachtsmärkten waren die Strelitzer Zuckerpuppen berühmt. Noch berühmter waren die prächtigen Hamburger Zuckerbilder.
Ab 1800 wurden mehrere Belehrungen bezüglich der Verwendung von Farben beim Verfertigen von Spielzeug herausgegeben, das unechte Vergolden und Versilbern der Zuckerpuppen verboten, ohne dass jedoch Strafbestimmungen dieserhalb erlassen wurden. 1803 wurde die Ware eines Rostocker Kuchenbäckers beschlagnahmt, als sich herumgesprochen hatte, dass er „Zuckerpuppen führe, die an den Köpfen und andern Theilen mit zerstoßenen Glase bestreut und daselbst also besonders glänzend sind.“ Ernst Meier, der sich 1831 als Stadtkonditor in Strelitz niedergelassen hatte, schnitzte figürliche Kunstwerke aus der Zuckermasse Tragant, die aber kaum zum Verzehr geeignet waren. In Strelitz ist diese Ware bis 1894 angefertigt worden, dann wurde sie durch die Prenzlauer Fabriken verdrängt. Der deutsche Maler und Zeichner Heinrich Hasselhorst (1825–1904) erprobte als Zehnjähriger zuerst seine Kunstfertigkeit an Zuckerpuppen, als er in einer Frankfurter Konditorei die Hände und Köpfe von Gusswaren bemalte.

## Rezeption

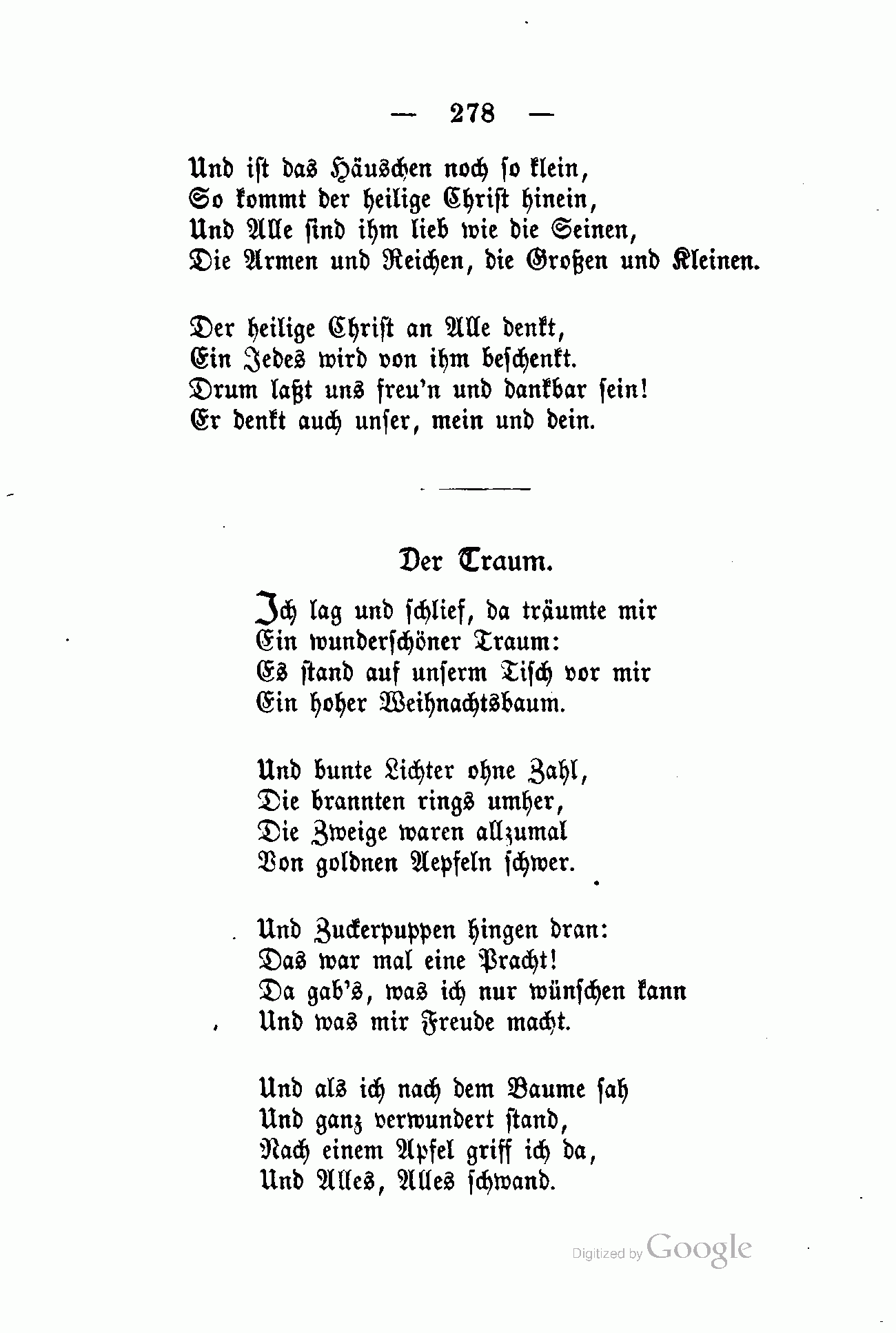
Text von Der Traum (Autor: Hoffmann von Fallersleben)

Heinrich Seidel (1842–1906) bedauerte, dass es die Zuckerpuppen nicht mehr gab, die in seiner Kindheit am Christbaum hingen, „von solider Bauart, aus festem weissen Zucker, farbig bemalt und geziert mit köstlichen goldenen und bunten Flittern, die gleich Edelsteinen glänzten. Sie waren kostbare Stücke, wurden gleich Heiligthümern verehrt und jedesmal nach Weihnachten in die Sekretairschublade gelegt und für das nächste Fest aufbewahrt. War man sehr artig gewesen so konnte man sie auch in der Zwischenzeit einmal besehen. […] Wir Kinder aber wurden älter und ruchloser und an einem Weihnachten wurden sie, als sie noch am Tannenbaum hingen, angebissen und ihnen die Erde abgegessen, auf der sie standen, wodurch die kleinen Stöcke zum Vorschein kamen, die gleichsam ihre Knochen bildeten und ihnen ihren sittlichen Halt verliehen.“
Walter Benjamin (1892–1940) erinnerte sich aus seiner Kindheit daran: „Die verspielteste Variante dieser Gebilde aber scheint heute verloren zu sein: das waren flache Zuckerpuppen, auch Herzen oder dergleichen, die sich leicht zerteilen ließen und in der Mitte, wo die beiden Hälften zusammengebacken waren, auf einem Zettelchen mit buntem Bild einen Spruch enthielten.“
In E.T.A. Hoffmanns Erzählung Nußknacker und Mausekönig von 1816 verlangt der habgierige Mausekönig von der kleinen Marie nachts ihre Zuckerpuppen als Opfer für die Rettung des Nussknackers. Aus der Nußknacker-Erzählung geht die Mannigfaltigkeit der Zuckerpuppen hervor; Marie setzte abends alle ihre Zuckerpüppchen an die Leiste des Schrankes: den Schäfer, die Schäferin, die Lämmer, das kleine rotbäckige Kindlein von Dragant, Pachter Feldkümmel und die Jungfrau von Orleans.
Das Gedicht Ich lag und schlief da träumte mir (Der Traum) von Hoffmann von Fallersleben (1798–1874) wurde nach einer Melodie von Johann Friedrich Reichardt vertont und erwähnt in der dritten Strophe den figürlichen Christbaumschmuck:
Ich lag und schlief, da träumte mir

ein wunderschöner Traum;

es stand auf unserm Tisch vor mir

ein hoher Weihnachtsbaum.

Nur bunte Lichter ohne Zahl,

die brannten rings umher;

die Zweige waren allzumal

von goldnen Äpfeln schwer.

Und Zuckerpuppen hingen dran,

das war mal eine Pracht.

[…]
Heinrich Heine (1797–1856) war begeistert von einer Berliner Konditorei, die in ihrem weihnachtlich dekorierten Schaufenster die rundum beleuchteten Zuckerpuppen von perspektivisch bemalten Wänden umstellte.
Theodor Storm (1817–1888) erwähnte die Zuckerpuppen in seinen Briefen. Einmal freute er sich über diese: „Deine Zuckerpuppen waren wunderschön konserviert und hängen in Gruppe am Baum. Deine neue Sendung hat unter den Frauen in der Küche viel Gelächter erregt. Ich durfte nichts sehen. Also - frohe Weihnacht Euch allen!“ Später bedankt Storm sich für den „Kinderweihnachtsbaum erinnernden Zuckerpuppen“, dass glücklicherweise eine völlig unversehrt geblieben sei und ihren Platz im Baum erhalten werde. Storm beschreibt eine Zuckerpuppe in türkischer Tracht: „Den Jüngeren wohl kaum verständlich; aber ich sehe noch meinen großen türkischen Pascha, der unter Onkel Erich mit aus Hamburg gekommen war.“ Am 14. Dezember 1880 schrieb Storm an Gottfried Keller, dass er endlich von Zuckerpuppen, wie sie in seiner Jugend waren, „heuer ein Paar erwischt“ habe.
Adam und Eva ist ein Weihnachtsmärchen von Johann Meyer (1829–1904), wo ein Bäcker- und Konditormeister und dessen Frau mit geschickten Händen kleine Zuckerpuppen in allerlei Trachten und Farben herstellen. Die Hauptpersonen Adam und Eva sind beide aus braunem Syrupteig, sie kommen erst in eine reiche Kaufmannsfamilie, dann zu einer armen Schusterfamilie und können jeweils von ihrem Platz auf dem Christbaum beobachten, dass die Armen glücklicher als die unzufriedenen Reichen sind.
In Wilhelm Raabes (1831–1910) letztem Roman Altershausen zieht vor dem geistigen Auge der Hauptfigur ein Weihnachtsabend seiner Kindheit vorüber, wo das Schwesterchen auf dem Arm des Vaters nach der höchsten Zuckerpuppe an der „Lichtertanne“ greift und er selbst sich dem Nussknacker des vergangenen Weihnachtsfestes gegenüber fand.
Amélie Linz aka Amelie Godin (1824–1904) zählte 1869 in ihrem Weihnachtsmärchen In der Christnacht weitere Motive der Zuckerpuppen auf, die am Weihnachtsbaum hingen: „[S]ie kletterten flink auf den Weihnachtsbaum und holten sich Zuckerpuppen herunter. Da gab es ja Tänzerinnen nach Herzenslust. Schäferinnen und Königinnen waren darunter, Mädchen mit Blumenkörben und Mädchen mit Lämmern!“

## Wortgebrauch
Zuckerpuppe oder Zuckerpüppchen war auch ein Liebkosungswort für Kinder oder Mädchen und Frauen. Im 20. Jahrhundert erhielt es eine derbere Konnotation mit dem Schlager Zuckerpuppe (aus der Bauchtanz-Truppe).